# Sand am Main
Sand am Main, Sand a.Main – miejscowość i gmina w Niemczech, w kraju związkowym Bawaria, w rejencji Dolna Frankonia, w regionie Main-Rhön, w powiecie Haßberge. Leży około 8 km na południowy wschód od Haßfurtu, nad Menem, przy autostradzie A70.

## Polityka
Wójtem jest Bernhard Ruß z SPD. Rada gminy składa się z 17 członków:
|      | CSU | SPD | Wolni Obywatele Sand | Lista Młodych | Razem     |
| 2002 | 6   | 5   | 4                    | 2             | 17 miejsc |